# اسمیتفیلد (ایندیانا)
اسمیتفیلد (به انگلیسی: Smithfield) یک منطقهٔ مسکونی در ایالات متحده آمریکا است که در شهرستان دلاویر، ایندیانا واقع شده‌است. اسمیتفیلد ۳۰۱٫۱۵ متر بالاتر از سطح دریا واقع شده‌است.